# Carbon Motors Corporation
 (mars 2014).
Carbon Motors Corporation est un constructeur automobile américain fondée en 2003, et disparu en 2013, par Stacy Dean Stephens (ancien policier) et William Santana Li (ancien employé de Ford).

## Historique
Fondée à Los Angeles (Californie) en 2003, l'entreprise a déménagé à Atlanta (Géorgie) en 2006, puis à Connersville (Indiana) en juillet 2009. En 2008, elle présente le prototype du Carbon E7. Elle signe en 2010 avec BMW d'un accord de fourniture d'un moteur pour 250 000 exemplaires. En 2010, elle essuie un refus d'accord de prêt de 310 millions de dollars américains de la part du Département de l'Énergie des États-Unis. Fin 2012, elle présente le TX7. Elle fait faillite en avril 2013 alors que le E7 devait commencer à être produit en série.

## Modèles

### E7
En 2008, Carbon Motors a présenté le premier prototype de l'E7 (de). 
Ce véhicule devait être commercialisé dès 2012 afin de remplacer les Ford Crown Victoria équipant la plupart des services de police en Amérique du Nord. L'E7 était placé en concurrence avec la Chevrolet Caprice, la Dodge Charger et la Ford Taurus. Comme ce véhicule ne pouvait pas être détenu par un particulier, Carbon Motors prévoyait de le racheter d'occasion pour le revendre à une autre administration ou de la recycler. 